# Spetsstjärtmakropod
Spetsstjärtmakropod (Pseudosphromenus cupanus) är en fiskart som först beskrevs av Cuvier, 1831.  Spetsstjärtmakropod ingår i släktet Pseudosphromenus och familjen Osphronemidae. IUCN kategoriserar arten globalt som livskraftig. Inga underarter finns listade i Catalogue of Life.